# Spongodes celiosa
Spongodes celiosa är en korallart som först beskrevs av René-Primevère Lesson 1834.  Spongodes celiosa ingår i släktet Spongodes och familjen Nephtheidae. Inga underarter finns listade i Catalogue of Life.